# Christine Jensen (Schauspielerin)
Christine Jensen (* 1960 in Hamburg) ist eine deutsche Schauspielerin.

## Leben
Christine Jensen studierte zunächst an der Universität Hamburg Germanistik und Blindenpädagogik, bevor sie sich entschied, Schauspielerin zu werden. Ihre Schauspielausbildung absolvierte sie von 1983 bis 1986 am Hamburger Schauspiel-Studio Frese.
Ihr erstes Festengagement hatte sie von 1986 bis 1988 am Stadttheater Regensburg, wo sie u. a. Marie in Woyzeck, Helena in Ein Sommernachtstraum, Olivia in Was ihr wollt und Lilian Holiday in Happy End spielte. Von 1988 bis 1992 war sie festes Ensemblemitglied an den Städtischen Bühnen Lübeck. Sie übernahm dort Rollen in Theaterstücken und Musicals und war u. a. als Lisa in Kinder der Sonne, als Frl. Isenbarn in Der arme Vetter, als Emilia Galotti sowie als Maria in Linie 1 und Hodel in Anatevka zu sehen.
1992 gastierte sie am Staatstheater Braunschweig als Frau Elvsted in Hedda Gabler. Von 1993 bis 1999 gehörte sie zum Schauspielensemble des Staatstheaters Oldenburg. Zu ihren Rollen dort gehörten die Medea, Iokaste in König Ödipus, die Königin Gertrude in Hamlet, Arsinoe in Der Menschenfeind, die Madame de Tourvel in Gefährliche Liebschaften, Gräfin Orsina in Emilia Galotti, Elektra in Trauer muss Elektra tragen und Angustias in Bernarda Albas Haus. In Arthur Honeggers Oratorium Jeanne d’Arc au bûcher übernahm sie die Sprechrolle der Johanna.
Seit dem Ende ihres Festengagements am Staatstheater Oldenburg arbeitet sie als freie Schauspielerin. 1999 übernahm sie in einer Produktion des Tourneetheaters Greve die Rolle der Krankenschwester Monika Stettler in Die Physiker. Sie gastierte weiterhin am Staatstheater Oldenburg, bei der Opera stabile, in der Brotfabrik Berlin und spielte in weiteren Produktionen der sog. „Freien Szene“. 2015/16 wirkte sie als Performerin und Sängerin in der Produktion mein Touristenführer des Potsdamer Künstlerkollektivs „Kombinat“ mit.
Christine Jensen verfasste außerdem ein musikalisches Theaterstück über Kurt Weill und Lotte Lenya mit dem Titel Lass mich dein Lustknabe sein!, mit dem sie auch auf Tournee ging, und schreibt eigene musikalische und kabarettistische Programme.
Christine Jensen übernimmt seit einigen Jahren auch kleinere Film- und Fernsehrollen, u. a. als Lehrerin in Fatih Akins Kinodrama Der Goldene Handschuh (2019) sowie in den TV-Reihen Schule am Meer, Nord bei Nordwest und Tatort. In der 3. Staffel der ZDF-Krimiserie Mordsschwestern – Verbrechen ist Familiensache (2024) spielte sie in einer Episodenrolle die tatverdächtige frühere Haushälterin und Tagesmutter Hannah Kohlwinkel.
Christine Jensen arbeitet auch als Sprecherin für den NDR, Deutschlandradio Kultur, den WDR und RBB. Sie lebt in Hamburg.

## Filmografie (Auswahl)
- 2019: Der Goldene Handschuh (Kinofilm)
- 2022: Schule am Meer – Frischer Wind (Fernsehreihe)
- 2023: Die Pfefferkörner: Nachbars Garten (Fernsehserie, eine Folge)
- 2024: Nord bei Nordwest – Kobold Nr. Vier (Fernsehreihe)
- 2024: Tatort: Borowski und der Wiedergänger (Fernsehreihe)
- 2024: Mordsschwestern – Verbrechen ist Familiensache: Familientradition (Fernsehserie, eine Folge)

## Hörspiele (Auswahl)
- 2020: Hermann Bohlen: Der Home-Officer (2. bis 5. Folge) (Rückblick) – Regie: Judith Lorentz (Original-Hörspiel, Kurzhörspiel, Kriminalhörspiel  – Deutschlandradio)
- 2022: Fabian Raith, Sophie Neu: 2035 – Die Zukunft beginnt jetzt (Gemeinschaftsprojekt von ARD und Deutschlandfunk) Ein Käfer, der Erinnerungen frisst (Mutter 3; Haussprecherin) – Regie: Nicht angegeben (Originalhörspiel, Science-Fiction-Hörspiel – Deutschlandradio)
  - Auszeichnung: Hörspiel des Monats Dezember 2022

Quelle: ARD-Hörspieldatenbank